# Ostatni list z tonącego pokładu
Ostatni list z tonącego pokładu – dziesiąty album studyjny polskiego rapera Kacpra HTA. Wydawnictwo ukazało się 9 grudnia 2022 nakładem wytwórni muzycznej Ghetto Records w dystrybucji Step Hurt.
Album jest utrzymany w stylu muzyki hip-hop. Składa się z wersji standardowej (1 CD).
Płyta dotarła do 13. miejsca polskiej listy sprzedaży – OLiS. Wydawnictwo uzyskało status złotej płyty, przekraczając liczbę 15 tysięcy sprzedanych kopii.

## Lista utworów
Opracowano na podstawie materiału źródłowego.
| Ostatni list z tonącego pokładu – Wersja standardowa | Ostatni list z tonącego pokładu – Wersja standardowa | Ostatni list z tonącego pokładu – Wersja standardowa |
| Nr                                                   | Tytuł utworu                                         | Długość                                              |
| ---------------------------------------------------- | ---------------------------------------------------- | ---------------------------------------------------- |
| 1.                                                   | „Świat jest piękny” (oraz KęKę)                      | 3:07                                                 |
| 2.                                                   | „Nirwana” (oraz Gibbs)                               | 3:16                                                 |
| 3.                                                   | „Znienawidź mnie” (oraz Gibbs)                       | 3:35                                                 |
| 4.                                                   | „Ssp”                                                | 2:25                                                 |
| 5.                                                   | „Winny” (oraz Gibbs)                                 | 2:36                                                 |
| 6.                                                   | „Wróg u bram”                                        | 2:38                                                 |
| 7.                                                   | „Ogień” (oraz Gibbs, Fonos)                          | 4:04                                                 |
| 8.                                                   | „Chcę czuć, że żyję”                                 | 2:47                                                 |
| 9.                                                   | „Bym zobaczył słońce znów”                           | 5:07                                                 |
| 10.                                                  | „Nie chcę więcej” (oraz Gibbs)                       | 2:51                                                 |
| 11.                                                  | „Nie zmieniam wizji” (oraz Szpaku)                   | 3:15                                                 |
|                                                      |                                                      | 35:41                                                |

## Pozycja na liście sprzedaży

### Pozycja na liście tygodniowej
| Kraj   | Lista (2022)  | Najwyższa pozycja |
| ------ | ------------- | ----------------- |
| Polska | OLiS – albumy | 13                |

## Certyfikaty
| Kraj          | Certyfikat  | Sprzedaż |
| ------------- | ----------- | -------- |
| Polska (ZPAV) | złota płyta | 15 000+  |